# Oxira viaria
Oxira viaria är en fjärilsart som beskrevs av Swinhoe 1889. Oxira viaria ingår i släktet Oxira och familjen nattflyn. Inga underarter finns listade i Catalogue of Life.